# Музей партизанської слави (Нерубайське)
Музей партизанської слави — військово-історичний музей, один з небагатьох підземних музеїв в Україні. Створений у 1969 році в селі Нерубайське Одеської області в занедбаній шахті, яка використовувалася при будівництві Одеси, — протягом кількох століть тут добували ракушняк для будівельних потреб.
Катакомби розташовані на глибині 12-14 метрів. У роки Німецько-радянської війни в катакомбах села розміщувався один із найбільших партизанських загонів області.

## Історія
Музей є пам'яткою партизанського руху в Одеській області і, зокрема, воїнам загону Героя Радянського Союзу Володимира Молодцова-Бадаєва. Упродовж півроку його диверсійно-розвідувальний загін із 70 осіб мав тут свою базу. Більшість партизан загинули. Табір Бадаєвців був розташований за два кілометри від центрального входу в катакомби, які були затоплені підземними водами. Однак краєзнавці, дослідивши архівні документи та опитавши очевидців, відтворили його первісний вигляд.

## Експозиція
Музей партизанської слави складається з надземної та підземної частин.
Підземна частина розташована в невеликій обгородженій частині катакомб, тут відтворено партизанський табір і можна ознайомитися з побутом партизанів: за спогадами очевидців база загону була обладнана лазнею, кухнею, тиром, штабом, чоловічим та жіночим гуртожитками, місцями для відпочинку і зберігання зброї. У підземеллях меморіального комплексу представлені предмети партизанського побуту й зразки зброї, на стінах наявні написи тих часів.
Музей партизанської слави — єдиний офіційний вхід до просторих і багатокілометрових катакомб, де високодосвідченими та харизматичними спеціалістами проводяться повномасштабні екскурсії будь-якої тривалості та будь-якої складності. У селі є й інші входи до катакомб, але через те, що були часті випадки зникнення в катакомбах людей, ці входи засипали.
У надземній частині музею представлені архівні документи та фотографії одеських підпільників. Це — найповніша експозиція, присвячена партизанському руху на Одещині в часи Другої світової війни та розповідає не лише про командирів партизанських загонів, а й про бійців-героїв. Один зі стендів музею присвячений знаменитим туристам Нерубайських катакомб, серед інших раритетів тут представлений лист подяки Фіделя Кастро. У надземному залі музею проводяться тематичні виставки, присвячені Другій світовій війні та партизанам Одеської області.
Музей партизанської слави є традиційним місцем зустрічі ветеранів. Також тут відбуваються відкриті уроки для школярів та лекції з історії партизанського руху для студентів.

## Галерея

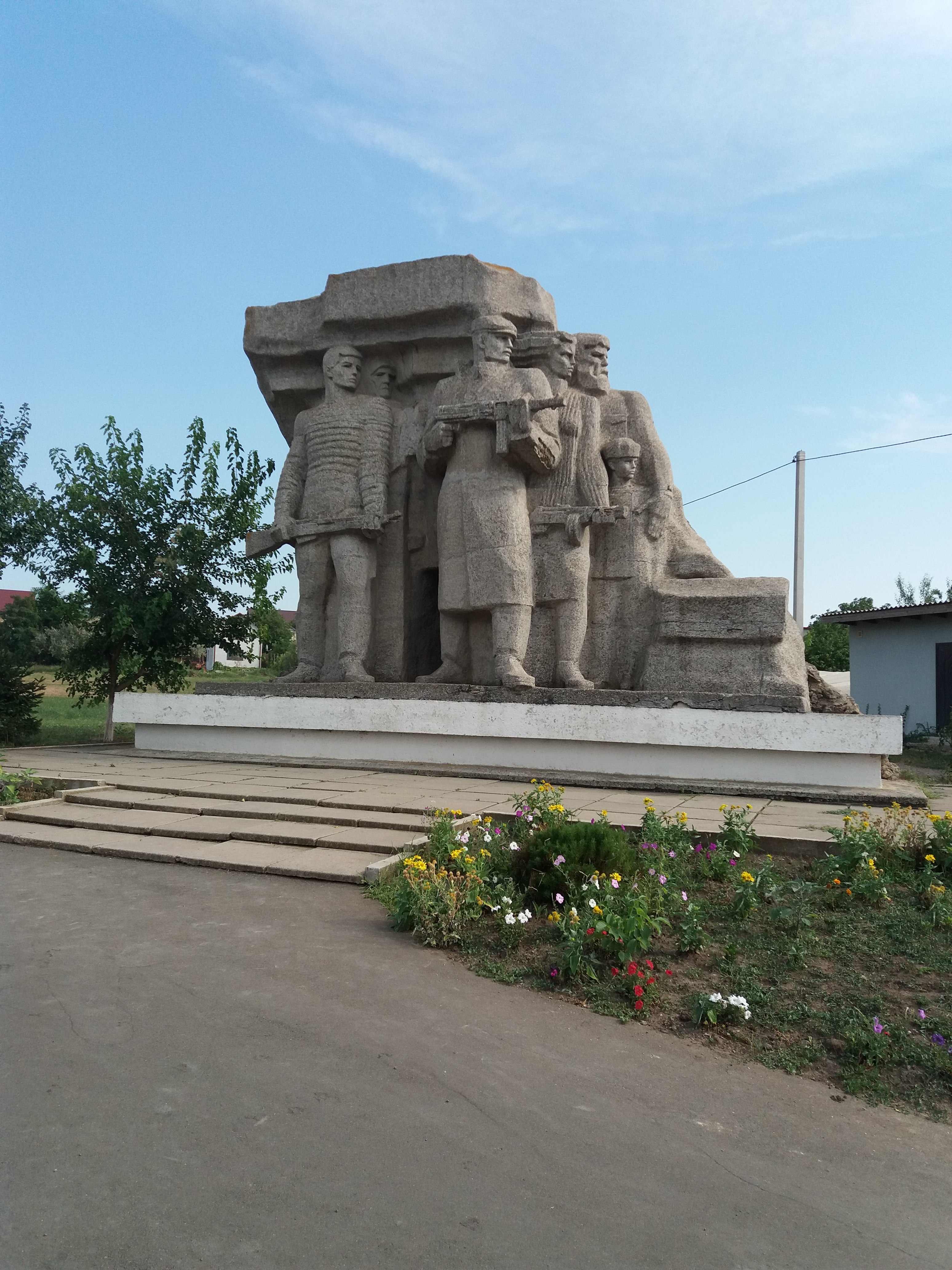
Скульптурна композиція біля входу в музей
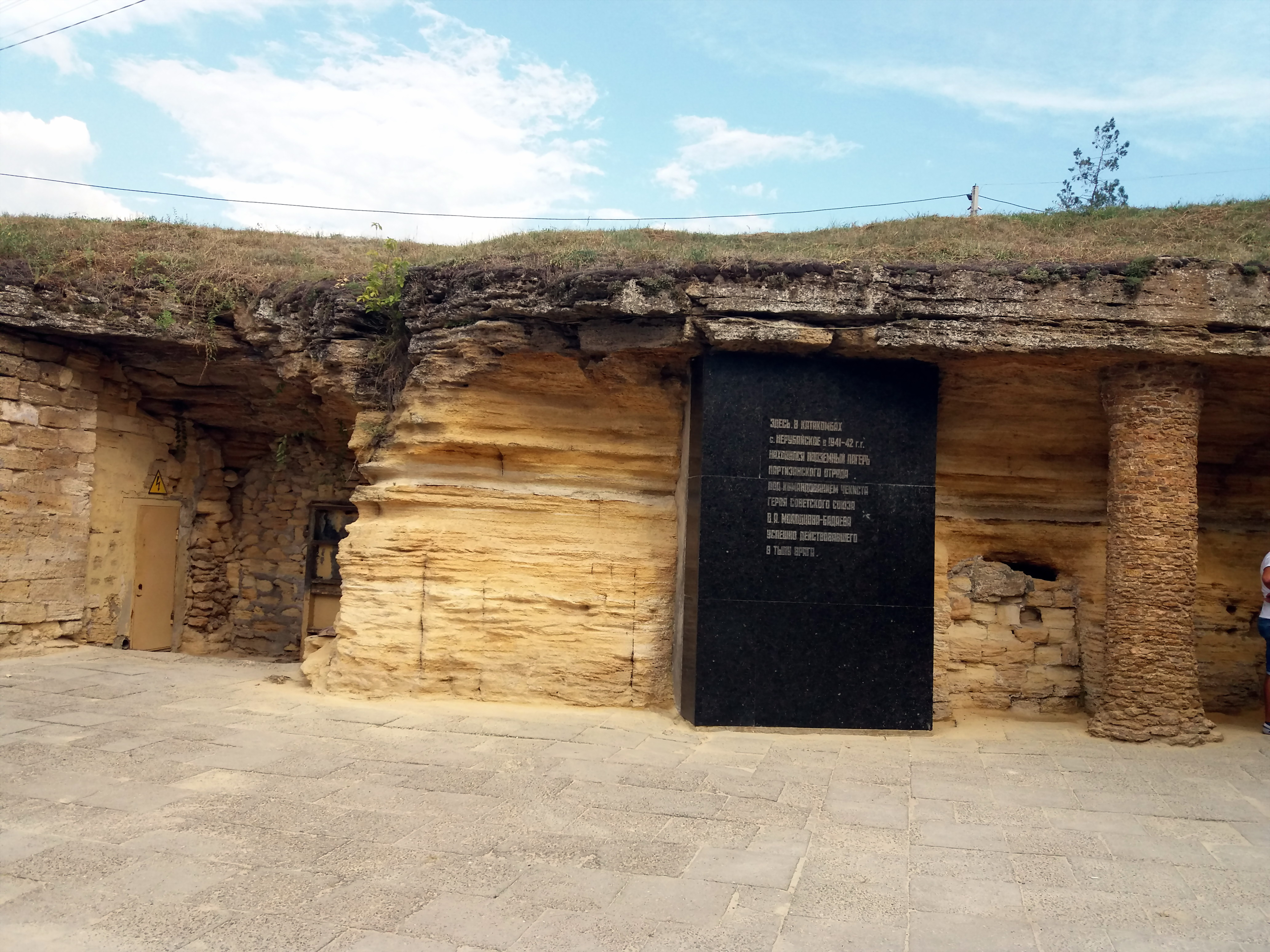
Вхід до катакомб
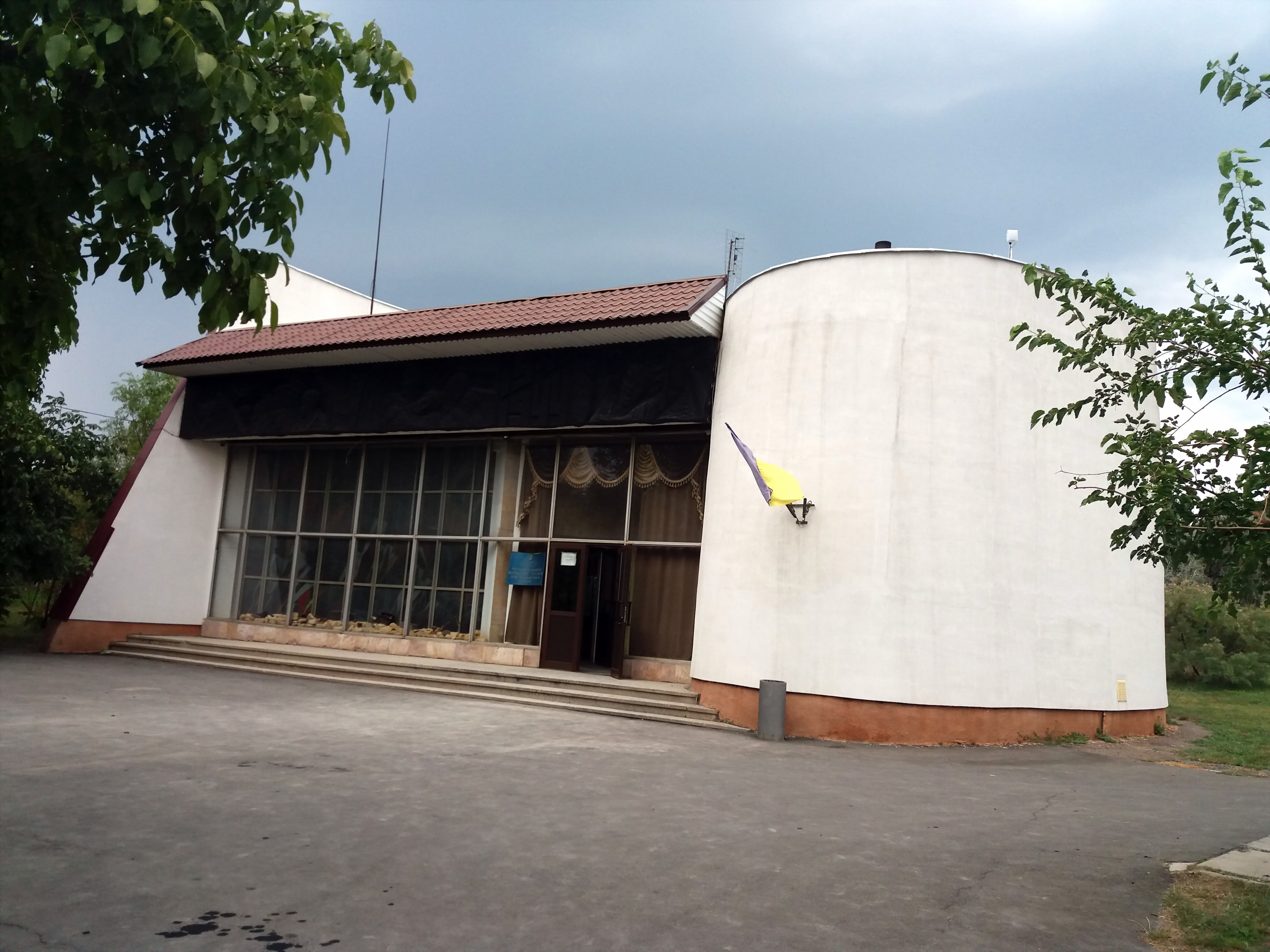
Надземна частина музею
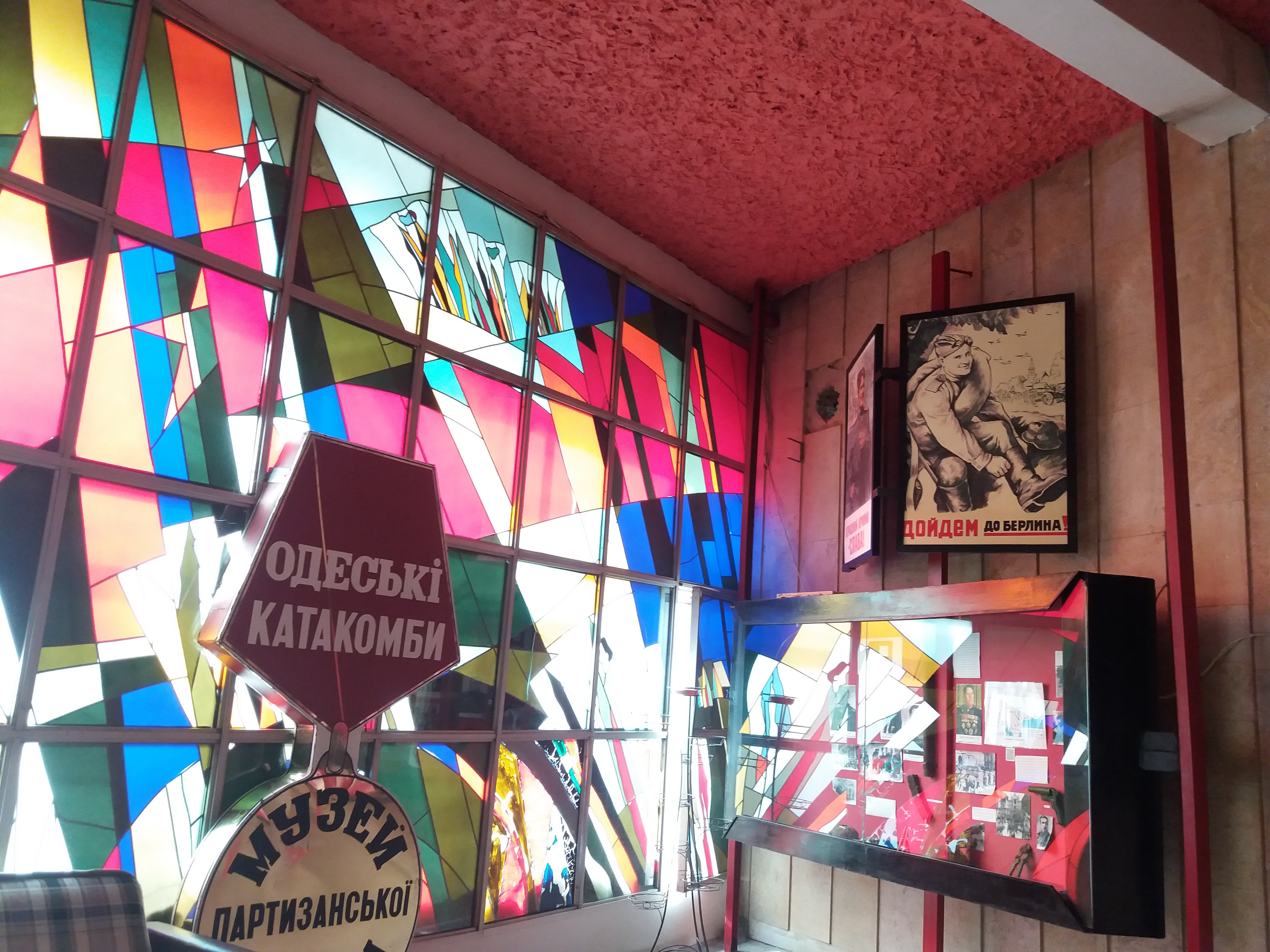
У музеї
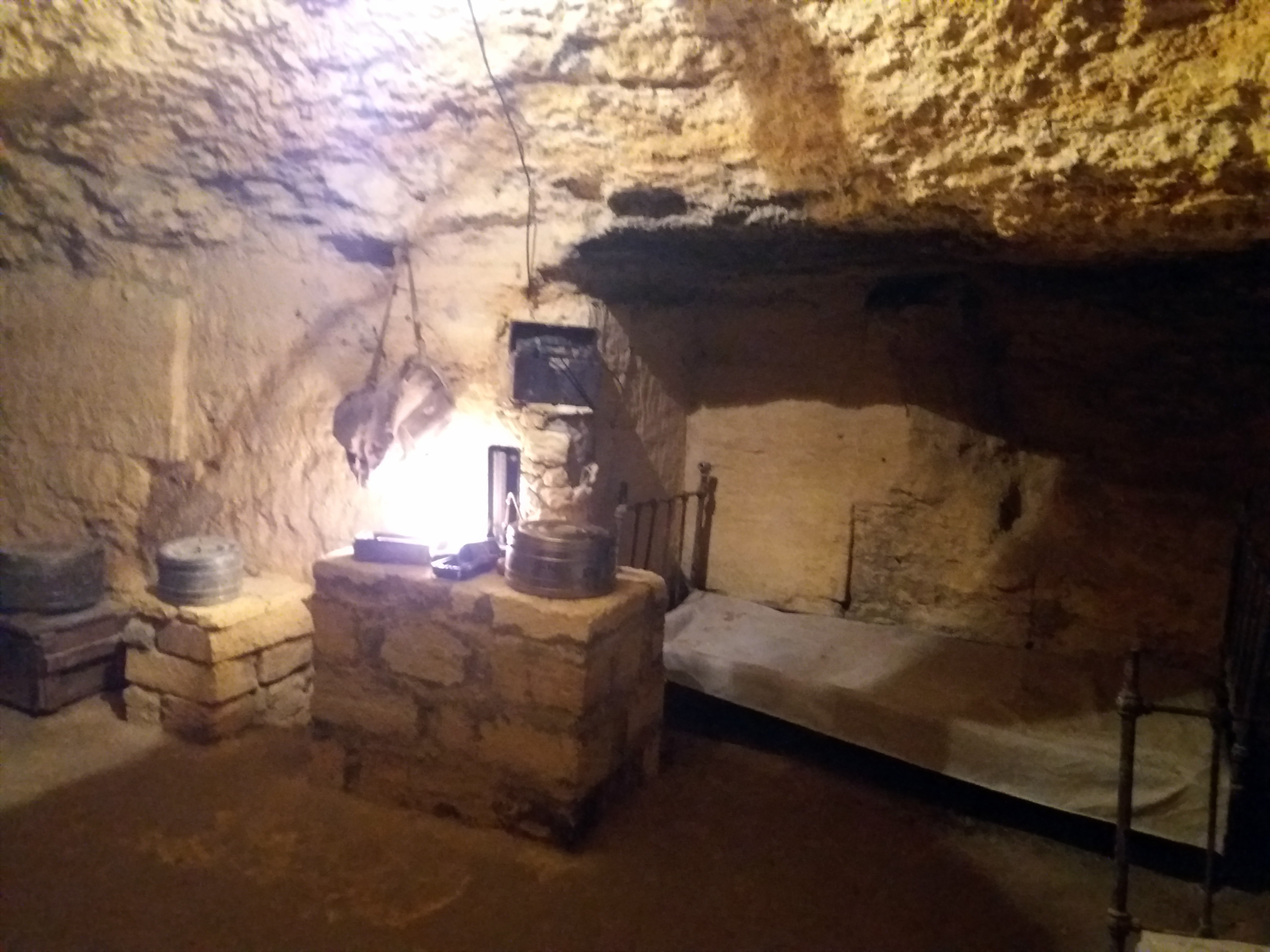
Партизанський шпиталь (фрагмент підземної експозиції)